# Okrouhlice (okres Havlíčkův Brod)
Okrouhlice (německy Okrauchlitz) je obec v okrese Havlíčkův Brod v Kraji Vysočina. Nachází se zhruba 9 km severozápadně od Havlíčkova Brodu. Žije zde přibližně 1 400 obyvatel.
Obcí protéká řeka Sázava a její levostranný přítok Perlový potok. Při západním okraji Okrouhlice teče Lučický potok, který je pravostranným přítokem Sázavy. Okrouhlicí prochází železniční trať Kolín – Havlíčkův Brod, na které je zřízena stejnojmenná stanice, a silnice druhé třídy II/150.

## Historie
První písemná zmínka o obci pochází z roku 1207, ve 14. století se zde zmiňuje fara. Do roku 1338 patřila klášteru Vilémov. Roku 1415 se na zdejší tvrzi připomíná Ruprecht z Okrouhlic. Panství o rozloze přes 1000 ha bylo od roku 1709 majetkem nadace rytíře Straky z Nedabylic; z jejího výtěžku byla postavena Strakova akademie v Praze, dnes sídlo české vlády. V části Vadín se roku 1890 narodil malíř Jan Zrzavý.
Od roku 1961 pod Okrouhlici spadá jako místní část Babice.

## Obyvatelstvo
| Rok            | 1869 | 1880 | 1890 | 1900 | 1910 | 1921 | 1930 | 1950 | 1961 | 1970 | 1980 | 1991 | 2001 | 2006 | 2014 |
| Počet obyvatel | 1331 | 1401 | 1256 | 1387 | 1519 | 1521 | 1561 | 1448 | 1519 | 1423 | 1304 | 1185 | 1218 | 1221 | 1282 |

## Školství
- Základní škola a mateřská škola Okrouhlice
- Mateřská škola Slunečnice

## Pamětihodnosti
Nejpozději v 15. století vznikla nad řekou Sázavou tvrz, v 17. století rozšířená o dvě křídla na zámek. V přízemí je gotický portálek a arkády kolem nádvoří, arkády v patře byly v 18. století zazděny. Průčelí upraveno v 18. století.
U mostu je ve výklenku socha sv. Jana Nepomuckého z roku 1738. U silnice do Světlé nad Sázavou je barokní kaplička Svaté rodiny s freskovou výzdobou z počátku 18. století.
Rodný dům malíře Jana Zrzavého, ve kterém spolek Za záchranu rodného domu Jana Zrzavého v Okrouhlici usiluje o vytvoření kulturního centra věnovaného jeho památce.
Pamětní deska u Lípy svobody z roku 2017.

## Části obce
- Okrouhlice
- Babice
- Chlístov
- Olešnice
- Vadín
- Valečov